# Mark Shuttleworth
Mark Richard Shuttleworth (n. 17 septembrie 1973) este un antreprenor din Africa de Sud. Este cel de-al doilea turist spațial și primul african care merge în spațiu. Este cunoscut mai ales pentru conducerea proiectului distribuției Linux Ubuntu.
Shuttleworth locuiește în prezent la Londra și are dublă cetățenie Sud Africană și engleză.

## Tinerețea
Shuttleworth s-a născut la Welkom, Free State Province, Africa de Sud.
După urmarea școlii Diocesan College, Shuttleworth a obținut un titlu de Business Science în Finanțe și managementul sistemelor informaționale la University of Cape Town.

## Carieră
Shuttleworth a fondat Thawte în 1995, care era specializat în certificate digitale și securitate în Internet pe care a vândut-o către VeriSign în decembrie 1999, câștigând o sumă de aproximativ 575 milioane de dolari americani.
În septembrie 2000, Shuttleworth a format HBD Venture Capital, un incubator de afaceri și venture capital.
În martie 2004 a format Canonical Ltd., pentru promovarea și sprijinirea proiectelor software de tip free source.